# Nicolas Eymerich
Pour les articles homonymes, voir Nicolas Eymerich (homonymie) et Aymerich.
Nicolas Eymerich (ou Aymerich ou Eymeric, ou encore Emeric ; en catalan : Nicolau Eimeric), théologien et inquisiteur catalan, né à Gérone (Espagne) vers 1320, mort à Gérone le 4 janvier 1399.

## Biographie
Entré très jeune chez les Dominicains, il prit l'habit en 1334, et s'acquit rapidement une réputation de théologien confirmé. Il fut nommé inquisiteur général d'Aragon par Innocent VI en 1357. Il poursuivit avec une telle rigueur les hérétiques d'Aragon qu'il suscita critiques et oppositions, et fut suspendu de cet office dès 1360. Il retrouva cependant son poste après quelques années. Entre 1376 et 1378, il fit un long séjour à la cour du pape, à Avignon, où il publia son fameux Directorium Inquisitorum, puis à Rome. Ses fonctions de grand inquisiteur l'amenèrent à faire ultérieurement de fréquents séjours à Avignon. Il fut banni par Jean Ier après son accession au trône d'Aragon (1387), pour les positions qu'il avait prises dans la lutte contre les hérésies. Il ne put regagner son monastère de Gérone qu'en 1397, où il mourut peu après. Son épitaphe qui porte « Praedicator veridicus, inquisitor intrepidus, doctor egregius » traduit assez bien son œuvre : prédicateur de la vérité, docteur de premier ordre, inquisiteur intrépide.

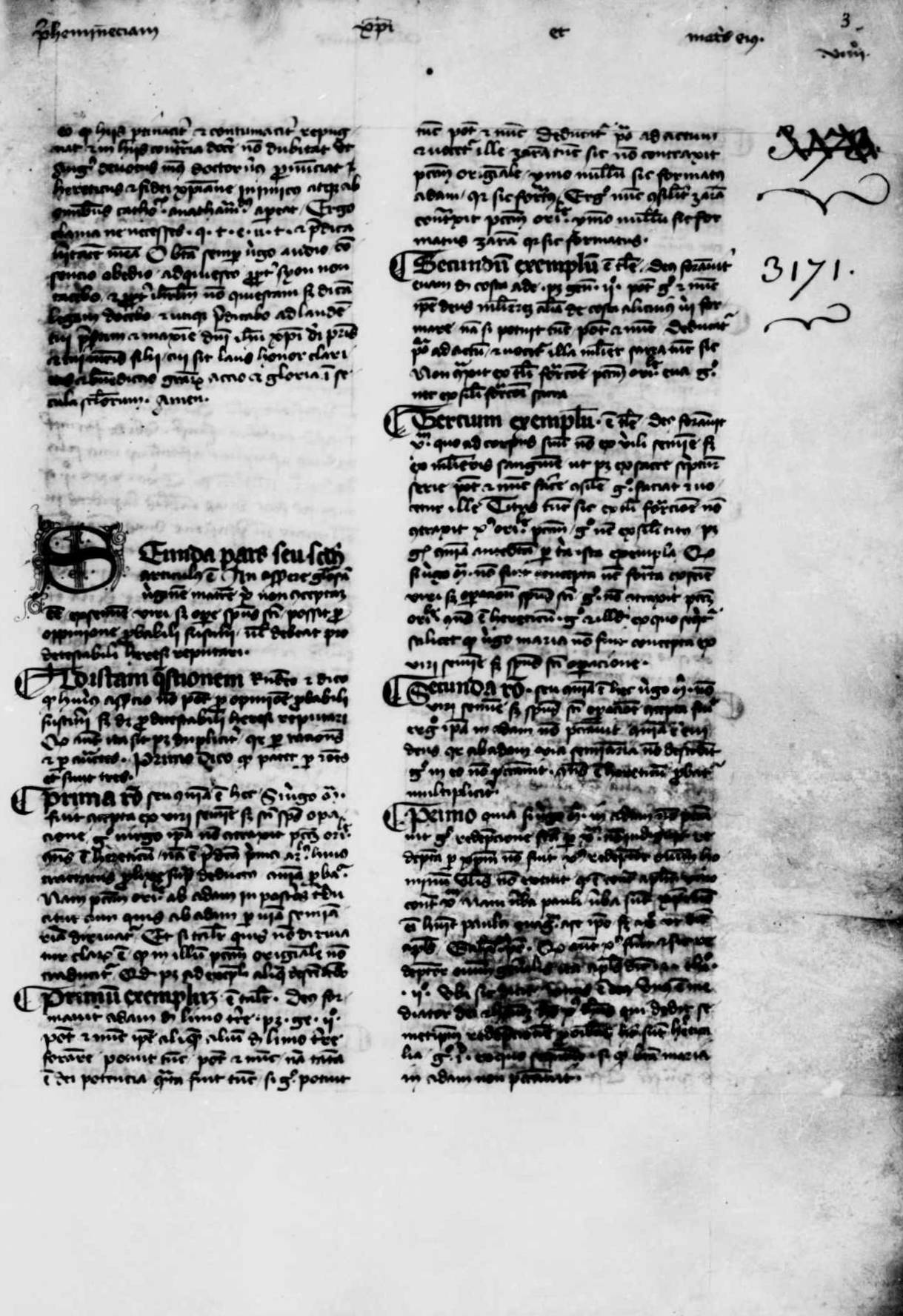
Collection de 13 traités écrits par Eymerich. Manuscrit, 14e-15e siècle. Paris, Bibliothèque nationale de France.

Il est connu pour avoir le premier justifié que pouvait être contournée l'interdiction papale de la bulle Ad extirpanda, qui interdisait d'administrer plus d'une fois la question, en justifiant que l'interrogatoire pouvait être repris si de nouveaux chefs d'accusation étaient rencontrés.
Eymeric a écrit plusieurs livres de piété et de théologie. Son œuvre la plus célèbre est le Directoire des Inquisiteurs (Directorium Inquisitorum), adapté par Francisco Peña en 1578 et partiellement publié en français sous le titre de Manuel des Inquisiteurs, manuel juridique dans lequel il explique l'origine, les droits et les procédés de l'Inquisition.

## Œuvres
- Nicolas Eymerich, Directorium inquisitorum, Rome,  in aedibus Pop. Rom., 1578 (lire en ligne)

## Dans la culture populaire

### Littérature
Il est le personnage central d'une série de romans de science-fiction du romancier italien Valerio Evangelisti : Nicolas Eymerich, inquisiteur
Il est un des personnages du roman de Jaume Cabré Confiteor.